# Lensia gnanamuthui
Lensia gnanamuthui is een hydroïdpoliepensoort uit de familie van de Diphyidae. De wetenschappelijke naam van de soort is voor het eerst geldig gepubliceerd in 1963 door Daniel & Daniel.